# پت براون
پت براون (انگلیسی: Pat Brown; ۲۱ آوریل ۱۹۰۵ – ۱۶ فوریهٔ ۱۹۹۶) با نام کامل ادموند جرالد براون یک سیاستمدار و وکیل آمریکایی بود که از سال ۱۹۵۹ تا ۱۹۶۷ به عنوان سی و دومین فرماندار کالیفرنیا خدمت کرد. اولین دفتر منتخب وی به عنوان دادستان منطقهٔ سانفرانسیسکو بود، او قبل از اینکه فرماندار ایالت در سال ۱۹۵۹ شود به عنوان دادستان کل کالیفرنیا در سال ۱۹۵۰ انتخاب شده بود. پروژه آب ایالتی کالیفرنیا یک موفقیت بزرگ و بسیار پیچیده بود. وی همچنین قوانین حقوق مدنی را پیش برد. در دوره دوم، اما مشکلات از جمله شکست یک قانون منصفانه مسکن، تظاهرات عصبانی دانش آموزان در برکلی، شورش گسترده در محله سیاه واتس در لس آنجلس و نبردهای داخلی بی‌رحمانهٔ دموکرات‌ها بر سر حمایت یا مخالفت با جنگ افزایش یافت. در ویتنام. وی پیشنهاد خود را برای دوره سوم در سال ۱۹۶۶ به رئیس‌جمهور آینده رونالد ریگان از دست داد، براون در سانفرانسیسکو متولد شد و علاقهٔ زیادی به سخنرانی و سیاست داشت. او بی‌آنکه مرحلهٔ کالج را بگذراند مستقیماً به دانشکده پرش کرد و مدرک LL.B (کارشناسی حقوق) خود را در سال ۱۹۲۷ گرفت. براون در اولین دورهٔ ریاست خود به عنوان فرماندار، مجموعه‌ای از قوانین اساسی را از جمله افزایش مالیات و طرح جامع آموزش عالی گسترش داد.